# Liste der Einträge im National Register of Historic Places im Faribault County

Lage des Faribault County in Minnesota

Die Liste der Einträge im National Register of Historic Places im Faribault County in Minnesota führt alle Bauwerke und historischen Stätten im Faribault County auf, die in das National Register of Historic Places aufgenommen wurden.

## Legende
| NRHP | Historic Place    |
| HD   | Historic District |

## Aktuelle Einträge
| [ 2 ] | Name                                                         | Bild                                                         | Eintragsdatum        | Lage                                                                                                  | Ort            | Beschreibung |
| ----- | ------------------------------------------------------------ | ------------------------------------------------------------ | -------------------- | --- | -------------- | --- |
| 1     | Adams H. Bullis House                                        | Adams H. Bullis House                                        | 1980 ID-Nr. 80004259 | Adresse nicht veröffentlicht 43° 45′ 39″ N, 94° 6′ 57″ W                                              | Delavan        | 1875 im Italianate-Stil errichtetes Wohnhaus |
| 2     | Center Creek Archeological District                          | Center Creek Archeological District                          | 1976 ID-Nr. 76001052 | Beiderseits des Center Creek oberhalb der Mündung in den Blue Earth River 43° 44′ 16″ N, 94° 11′ 0″ W | Winnebago      | Archäologische Stätte mit Fundstücken aus präkolumbischer Zeit                                                                                      |
| 3     | Chicago, Milwaukee, St. Paul and Pacific Depot and Lunchroom | Chicago, Milwaukee, St. Paul and Pacific Depot and Lunchroom | 1980 ID-Nr. 80004264 | 89-100 1st Street, Northwest 43° 44′ 45,8″ N, 93° 43′ 36,5″ W                                         | Wells          | 1903 errichtetes Bahnhofsgebäude der Milwaukee Road                                                                                                 |
| 4     | Church of the Good Shepherd-Episcopal                        | Church of the Good Shepherd-Episcopal                        | 1980 ID-Nr. 80004257 | Moore Street Ecke 8th Street 43° 38′ 12,2″ N, 94° 6′ 2,3″ W                                           | Blue Earth     | 1872 im neugotischen Stil errichtete Kirche |
| 5     | District No. 40 School                                       | District No. 40 School                                       | 1980 ID-Nr. 80004264 | MN 109 43° 44′ 45,3″ N, 93° 49′ 38,2″ W                                                               | Wells          | 1896 errichtetes Schulgebäude |
| 6     | Andrew C. Dunn House                                         | Andrew C. Dunn House                                         | 1980 ID-Nr. 80004265 | 133 South Main Street 43° 45′ 57,1″ N, 94° 9′ 58,6″ W                                                 | Winnebago      | 1901 im Queen Anne-Stil errichtetes Wohnhaus eines der Stadtgründer                                                                                 |
| 7     | Faribault County Courthouse                                  | Faribault County Courthouse                                  | 1977 ID-Nr. 77000731 | 415 North Main Street 43° 38′ 32,5″ N, 94° 6′ 11″ W                                                   | Blue Earth     | 1892 im Richardsonian Romanesque genannten Baustil errichtetes Gerichts- und Verwaltungsgebäude                                                     |
| 8     | First National Bank                                          | First National Bank                                          | 1980 ID-Nr. 80004266 | Main Street Ecke Cleveland Avenue 43° 46′ 3,5″ N, 94° 9′ 57,5″ W                                      | Winnebago      | 1917 errichtetes Bankgebäude |
| 9     | Peter Kremer House                                           | Peter Kremer House                                           | 1980 ID-Nr. 80004260 | Main Street Ecke 4th Street 43° 50′ 33,9″ N, 93° 49′ 58,4″ W                                          | Minnesota Lake | 1902 im Queen Anne-Stil errichtetes Wohnhaus eines Lokalpolitikers                                                                                  |
| 10    | Muret N. Leland House                                        | Muret N. Leland House                                        | 1980 ID-Nr. 80004261 | 410 2nd Avenue, Southwest 43° 44′ 26,3″ N, 93° 43′ 43,8″ W                                            | Wells          | 1883 im Queen Anne-Stil errichtetes Haus eines lokalen Geschäftsmann und Politikers                                                                 |
| 11    | Memorial Library                                             | Memorial Library                                             | 1988 ID-Nr. 88002835 | 6th Street Ecke Ramsey Avenue 43° 38′ 18,3″ N, 94° 5′ 54,4″ W                                         | Blue Earth     | 1904 errichtete Bibliothek |
| 12    | James B. Wakefield House                                     | James B. Wakefield House                                     | 1980 ID-Nr. 80004258 | 405 East 6th Street 43° 38′ 20,2″ N, 94° 5′ 52″ W                                                     | Blue Earth     | 1868 im Italianate-Stil errichtetes Wohnhaus von James Wakefield (1825–1910), dem von 1875 bis 1877 amtierenden achten Vizegouverneur von Minnesota |
| 13    | Walters Jail                                                 | Walters Jail                                                 | 1980 ID-Nr. 80004262 | 3rd Street Ecke Main Street 43° 36′ 19,7″ N, 93° 40′ 20,3″ W                                          | Walters        | 1906 errichtetes Gefängnis mit einer falschen Fassade                                                                                               |

## Frühere Einträge
| [ 2 ] | Name           | Bild | Eintragsdatum        | Lage                                                      | Ort        | Beschreibung                                         |
| ----- | -------------- | ---- | -------------------- | --------------------------------------------------------- | ---------- | ---------------------------------------------------- |
| 1     | Constans Hotel |      | 1980 ID-Nr. 80004256 | 121-127 North Main Street 43° 33′ 52,1″ N, 94° 5′ 17,8″ W | Blue Earth | 1988 abgerissen und 1990 aus dem Register gestrichen |